# Adrián Argachá
Adrián Argachá González (Sarandí del Yí, 21 dicembre 1986) è un calciatore uruguaiano, difensore del Durazno.